# Amatonormativitate
Amatonormativitatea este setul de presupuneri societale conform cărora toate persoanele prosperă cu o relație romantică exclusivă . Elizabeth Brake a introdus neologismul pentru a surprinde ipotezele societale despre iubire. Brake a vrut să descrie presiunea pe care a trăit-o pentru a acorda prioritate căsătoriei în propria ei viață. Amatonormativitea se extinde dincolo de presiunile sociale pentru căsătorie pentru a include presiuni generale care implică dragoste.

## Etimologie
Cuvântul amatonormativitate provine de la amatus, care este cuvântul latin pentru „iubit”, și normativitate, referindu-se la normele societale. Termenii înrudiți includ alonormativitate, care înseamnă o viziune asupra lumii care presupune că toți oamenii experimentează atracție sexuală și romantică și sexualitatea obligatorie, ceea ce înseamnă norme și practici sociale care marginalizează non-sexualitatea.
Termenul a fost modelat după termenul heteronormativitate, convingerea că heterosexualitatea este implicită pentru orientarea sexuală. Prejudecățile normative împotriva non-monogamiei etice, în special, sunt cunoscute ca mononormativitate.

## Exemple
Elizabeth Brake descrie termenul ca o presiune sau dorință de monogamie, romantism și/sau căsătorie. Dorința de a găsi relații romantice, sexuale, monogame pe tot parcursul vieții are multe consecințe sociale. Persoanele asexuale, aromantice și/sau nonmonogame devin ciudățenii sociale. Potrivit cercetătoarei Bella DePaulo, amatonormativitatea pune un stigmat pe persoanele singure ca fiind incomplete și îi împinge pe partenerii romantici să rămână în relații nesănătoase din cauza fricii pe care o pot avea partenerii de a fi singuri.
Potrivit lui Brake, un mod în care amatonormativitatea este aplicată instituțional este legea și moralitatea din jurul căsătoriei. Prieteniile iubitoare, relațiile queerplatonice și alte relații nu beneficiază de aceleași protecții legale pe care le oferă partenerilor romantici prin căsătorie.
Brake a scris o carte, Minimizing Marriage, în care ea definește amatonormatitatea ca „presupunerea răspândită că toată lumea este mai bine într-o relație exclusivă, romantică, de cuplu pe termen lung și că toată lumea caută o astfel de relație”.